# MIPS (processorarkitektur)
 For alternative betydninger, se MIPS. (Se også artikler, som begynder med MIPS)
MIPS er en RISC-mikroprocessorarkitektur udviklet af MIPS Computer Systems, nu MIPS Technologies.
Der er flere versioner af MIPS: inklusiv MIPS I, II, III, IV og V; såvel som fem udgaver af MIPS32/64 (for henholdsvis 32- og 64-bit implementationer). De tidlige MIPS-arkitekturer var kun 32-bit; 64-bit versioner blev udviklet senere. April 2017 var den aktuelle MIPS version MIPS32/64 Release 6.